# Travancas e Roriz
Travancas e Roriz (llamada oficialmente União das Freguesias de Travancas e Roriz) es una freguesia portuguesa del municipio de Chaves, distrito de Vila Real.

## Historia
Fue creada el 28 de enero de 2013 en aplicación de una resolución de la Asamblea de la República de Portugal promulgada el 16 de enero de 2013 con la unión de las freguesias de Roriz y Travancas, pasando su sede a estar situada en la antigua freguesia de Travancas.

## Demografía
| Gráfica de evolución demográfica de Travancas e Roriz entre 2011 y 2021 |
|                                                                         |
| Datos según el nomenclátor publicado por el INE portugués.              |